# Fidena flavithorax
Fidena flavithorax är en tvåvingeart som först beskrevs av Krober 1930.  Fidena flavithorax ingår i släktet Fidena och familjen bromsar. Inga underarter finns listade i Catalogue of Life.